# Bristol-stoelgangschaal
De Bristol Stoelgangschaal of Bristol Stoelgangkaart is een medisch hulpmiddel ontworpen om de vorm van menselijke ontlasting te categoriseren in zeven categorieën. De schaal die in het Verenigd Koninkrijk ook wel de "Meyers Scale" wordt genoemd, is ontwikkeld door Heaton aan de Universiteit van Bristol en is voor het eerst gepubliceerd in de Scandinavian Journal of Gastroenterology in 1997. De vorm van de ontlasting hangt af van de tijd dat die in de darmen is geweest.
De zeven types van ontlasting zijn:

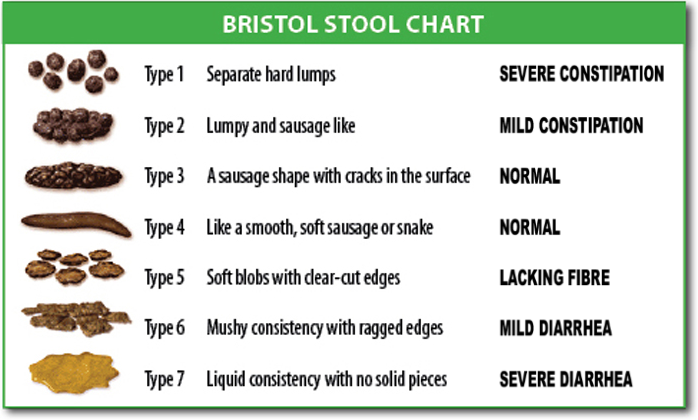
Bristol-stoelgangschaal

- Type 1: Losse harde keutels, zoals noten (moeilijk uit te scheiden)
- Type 2: Als een worst, maar klonterig
- Type 3: Als een worst, maar met barstjes aan de buitenkant
- Type 4: Als een worst of slang, glad en zacht
- Type 5: Zachte keutels met duidelijke randen (makkelijk uit te scheiden)
- Type 6: Zachte stukjes met gehavende randen, een papperige uitscheiding
- Type 7: Waterig, geen vaste stukjes. Helemaal vloeibaar

Types 1 en 2 wijzen op constipatie, 3 en 4 zijn de "ideale uitscheidingtypes" vooral de laatste, omdat ze het makkelijkst uit te scheiden zijn, en 5 tot 7 wijzen op diarree in meer of mindere mate.